# Трофей Брайън Клъф
Трофеят Брайън Клъф (на английски: Brian Clough Trophy) е преходна купа, връчвана след всеки мач (за първенство, купа или приятелски) между вечните врагове Дарби Каунти и Нотингам Форест. Победителят получава купата, а в случай на равенство тя остава при настоящия носител. Купата носи името на починалия през 2004 г. Брайън Клъф, под чието ръководство Дарби (1967 - 1973) и Нотингам (1975 - 1993) постигат едни от най-големите успехи в историята си - и двата тима стават шампиони на Англия, а Нотингам печели и две поредни Купи на европейските шампиони. Инициативата е подета в началото на 2007 г. от двата отбора, Фондация Брайън Клъф, съпругата му Барбара и синът му Найджъл Клъф. Пръвият носител е Дарби Каунти, който печели с 2:0 специално организирана благотворителна приятелска среща на 31 юли 2007 г.

## Статистика
|            | Мачове | Дарби Каунти | Равенства | Нотингам Форест |
| Първенство | 4      | 2            | 1         | 1               |
| ФА Къп     | 2      | 1            | 1         | 0               |
| Приятелски | 1      | 1            | 0         | 0               |
| Общо       | 7      | 4            | 2         | 1               |